# Josef Böheim

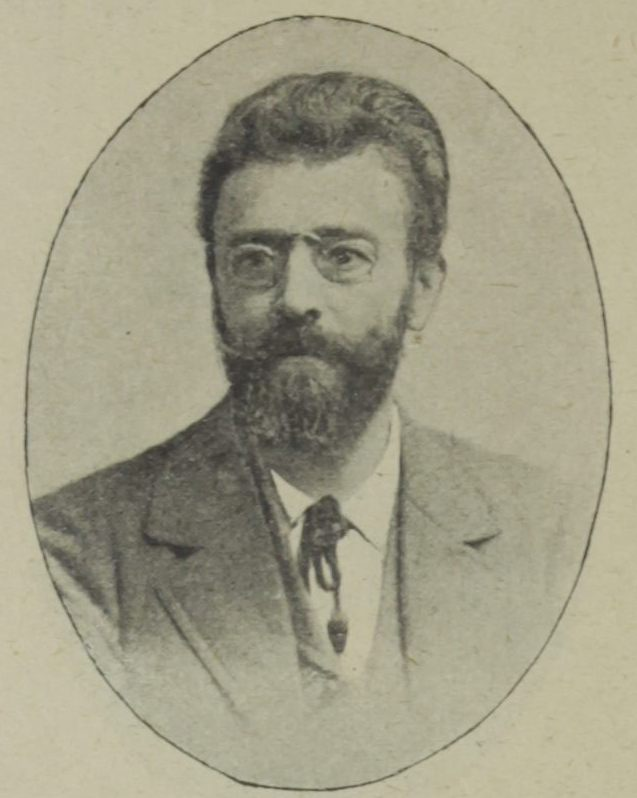
Josef Böheim, um 1901

Josef Böheim (* 21. Juli 1846 in München; † 21. April 1919 in Linz) war österreichischer Politiker (Deutsche Volkspartei) und Uhrmacher. Er war Abgeordneter des Österreichischen Abgeordnetenhauses, Abgeordneter des Oberösterreichischen Landtags und Gemeinderat in Linz.  

## Leben
Böheim wurde als Sohn eines Eisenhändlers in München geboren. Er erlernte den Beruf des Uhrmachers in Passau und absolvierte ab 1862 seine Wanderjahre in Bayern und Österreich. 1872 ließ er sich in Linz nieder, wo er 1873 ein Geschäft in der Schmidtorstraße 4 eröffnete. Zudem richtete er 1880 eine Filiale in der Landstraße 15 ein. Böheim engagierte sich im Gewerbeverein, der Uhrmachergenossenschaft und in der Handelskammer und fungierte zwischen 1907 und 1919 als Obmann der „Linzer Bürgertisch-Gesellschaft“, einem Wohlfahrtsverein zur Unterstützung alter Bürger. Böheim wurde 1895 in den Linzer Gemeinderat gewählt, dem er bis 1905 angehörte. Zudem wurde er am 28. September 1896 im Wahlkreis der Städte und Industrialorte in den Oberösterreichischen Landtag gewählt, wobei er bei der Landtagswahl 1902 in seinem Amt bestätigt wurde und in der Folge bis 1909 Landtagsabgeordneter war. Des Weiteren gehörte Böheim zwischen 1897 und 1907 als Vertreter des Wahlbezirks der Städte Linz, Urfahr, Ottensheim und Gallneukirchen dem Abgeordnetenhaus des Reichsrates an. Bei der Reichsratswahl 1907, die erstmals nach dem allgemeinen, gleichen Männerwahlrecht durchgeführt wurde, trat Böheim im neu geschaffenen Wahlbezirk 1 an, verlor jedoch sein Mandat in der Stichwahl an den Sozialdemokraten Julius Spielmann.
Böheim war ab 1875 mit Ursula Stamberger verheiratet und wurde Vater von sechs Kindern. Er verstarb nach „langem Leiden“ im 73. Lebensjahr und wurde am 23. April 1919 in Linz bestattet.